# Guru Angad Dev Ji
El Guru Angad Dev Ji, (en punjabi: ਗੁਰੂ ਅੰਗਦ, transliterat: Guru Angad Dev Ji) (1504 a 1552) és el segon dels 10 Gurus del Sikhisme, i fou el successor del primer mestre espiritual dels sikhs, el Guru Nanak Dev Ji

## Biografia
El Guru Angad Dev Ji, va néixer en el Panjab, una província de l'Índia, en 1504. Quan el Guru Angad va trobar al seu mestre, el Guru Nanak, va esdevenir un fidel seguidor del Guru. El Guru Angad va ser reconegut com el successor de Guru Nanak, al capdavant de la jove comunitat sikh, i en 1539 va adoptar el cognom Angad que significa "de la meva pròpia carn", en punjabi: (que alhora prové de l'arrel en sànscrit: "ang", que significa "cos"), per donar a entendre que el Guru, és una extensió de Guru Nanak Dev Ji, i que aquest té la seva mateixa llum, la seva mateixa saviesa, i que aquesta saviesa habita en el cos dels gurus, i en els mestres successius, i que no hi ha discontinuïtat en l'educació. Els successors de Guru Nanak Dev Ji són els gurus del sikhisme.
El successor de Guru Nanak Dev Ji, el Guru Angad Dev Ji, volia que l'ensenyament espiritual arribés a tothom, més enllà de les diferències de casta, religió, ètnia, gènere, etc. que dividien a la societat índia d'aquella època.
No obstant això, l'ensenyament espiritual, estava llavors en mans de la casta més alta, la casta dels Brahman (el clergat, i els acadèmics), i els textos estaven escrits en sànscrit, el llenguatge, entès, i ensenyat per ells solament.
Inspirat per Guru Nanak Dev Ji, que va compondre la seva poesia mística en llenguatges populars (en panjabi, principalment), el Guru va inventar un nou alfabet, el Gurmukhi, un alfabet senzill i amb el qual resultava fàcil transcriure tots els sons lingüístics de les llengües populars del nord de l'Índia, i va fer possible un ensenyament espiritual per a tothom. El Guru també va donar importància a la pràctica del Seva, o servei desinteressat (amb els pobres i els malalts, en particular).
Les seves contribucions al Sikh Dharma es veuen reflectides en els 62 himnes que el Guru va escriure durant la seva vida. Abans de la seva mort en Amritsar, el Guru va reconèixer com el seu successor, al seu fidel deixeble el Guru Amar Das, qui va esdevenir el tercer Guru dels sikhs.